# Pisa (dopływ Łyny)
Pisa – rzeka  III rzędu, prawobrzeżny dopływ Łyny o długości 42,01 km. 
Płynie w województwie warmińsko-mazurskim, poprzez teren Warmii i Prus Dolnych. Wypływa w okolicy wsi Polkajmy i, płynąc w kierunku północnym, mija wieś Rokitnik, gdzie przepływa pod drogą wojewódzką nr 513. Następnie mija wieś Galiny, a w miejscowości Minty przechodzi pod drogą krajową nr 57 i zmienia kierunek na północno-wschodni. Mija jeszcze miejscowości: Lusiny, Wardomy, Nuny, Gruda, Wiatrowiec i we wsi Rygarby wpada do Łyny.